# Expedición 1
La Expedición 1 o Expedición Uno fue la primera estancia de larga duración en la Estación Espacial Internacional por parte de una tripulación, formada por tres personas, la cual permaneció a bordo de la estación durante 136 días, entre noviembre de 2000 y marzo de 2001. Desde ese entonces la presencia humana en la estación ha sido ininterrumpida y se mantiene hasta la actualidad. La Expedición 2, que también contó con tres integrantes, le siguió en forma inmediata. 
El inicio de la expedición se produjo cuando la tripulación se acopló a la estación el 2 de noviembre de 2000 a bordo de la nave espacial rusa Soyuz TM-31, que había partido dos días antes. Durante la misión, la tripulación de la Expedición 1 activó varios sistemas en la estación, desempacó equipos que se habían enviado y alojó a tres tripulaciones de transbordadores STS y dos vehículos rusos Progress de reabastecimiento no tripulados. Los astronautas estuvieron muy ocupados durante la misión, que se declaró un éxito.
Los tres transbordadores visitantes trajeron equipos, suministros y componentes clave a la estación espacial. El primero de ellos, STS-97, se acopló a principios de diciembre de 2000 y trajo el primer par de grandes paneles fotovoltaicos hechos en Estados Unidos, lo que incrementó cinco veces la capacidad de potencia de las celdas allí. El segundo transbordador visitante fue la nave STS-98, que se acopló a mediados de febrero de 2001 y envió el módulo de búsqueda Destiny de 1400 millones USD, que aumentó la masa de la estación con respecto a la de Mir por primera vez. El tercer transbordador, llamado STS-102, llegó a mediados de marzo de 2001 y su propósito principal fue relevar la tripulación de la Expedición 1 y reemplazarla por la de la Expedición 2. La expedición finalizó cuando el transbordador espacial Discovery se separó de la estación el 18 de marzo de 2001. 
La tripulación de la expedición estaba formada por un comandante estadounidense y dos tripulantes rusos. El comandante William Shepherd había estado en el espacio tres veces antes en misiones de transbordadores de una semana de duración como máximo. Los rusos Yuri Guidzenko y Serguéi Krikaliov tenían experiencia en vuelos espaciales de larga duración en Mir; Krikaliov estuvo cerca de un año completo en el espacio.

## Tripulación
El comandante William Shepherd era un antiguo SEAL cuyos únicos vuelos espaciales habían sido en misiones en transbordadores; al comienzo de la misión, había estado en el espacio durante aproximadamente dos semanas. La agencia espacial rusa planteó interrogantes sobre la elección de Shepherd como comandante de la misión debido a su falta de experiencia. El ingeniero de vuelo Serguéi Krikaliov había pasado más de un año en órbita, mayoritariamente dentro de la estación Mir y se convertiría en la primera persona en visitar la estación dos veces. Había sentido la emoción de ser una de las primeras personas en ingresar al módulo Zarya —el primer componente de la estación espacial— en 1998, durante la etapa STS y ansiaba regresar. Para la misión de dos días hacia la estación Soyuz se designó comandante y piloto a Yuri Guidzenko, quien había realizado un vuelo espacial anteriormente, una estadía de 180 días a bordo de la Mir.
Shepherd fue el segundo astronauta de los Estados Unidos en ser lanzado en una nave espacial rusa. El primero había sido Norman Thagard, quien participó en la misión Soyuz TM-21, con el objetivo de visitar la Mir en 1995. Shepherd esperaba que uno de los mayores desafíos de la Estación Espacial Internacional fuera la compatibilidad de la tecnología, como la existente entre la rusa y la estadounidense.

### Integrantes
| Posición           | Astronauta                                   |                                              |
| ------------------ | -------------------------------------------- | -------------------------------------------- |
| Comandante         | William Shepherd, NASA Cuarto vuelo espacial | William Shepherd, NASA Cuarto vuelo espacial |
| Piloto             | Serguéi Krikaliov, RSA Quinto vuelo espacial | Serguéi Krikaliov, RSA Quinto vuelo espacial |
| Ingeniero de vuelo | Yuri Guidzenko, RSA Segundo vuelo espacial   | Yuri Guidzenko, RSA Segundo vuelo espacial   |

## Antecedentes
El primer componente de la estación espacial fue el módulo Zarya, que se puso en órbita en noviembre de 1998 sin tripulación. Antes de la Expedición 1, hubo cinco vuelos tripulados de Estados Unidos y dos vuelos rusos sin tripulación a la estación. Algunos de estos vuelos se destinaron a llevar grandes módulos a la estación, como el Unity, el Zvezdá, ambos presurizados, y la primera pieza de la estructura de armazón integrada. Los vuelos tripulados se utilizaron para el montaje parcial de la estación, así como para empezar a desempacar los suministros y equipos. Antes de la Expedición 1, Krikaliov esperaba que la estación fuera muy similar a su experiencia en Mir diez años antes, debido a las semejanzas físicas en sus componentes.
El lanzamiento de la tripulación de la Expedición 1 tuvo lugar una semana antes de las elecciones presidenciales del año 2000, por lo que recibió poca atención en los Estados Unidos. Se esperaba que la estación estuviera terminada para el año 2006 y habitada en forma constante al menos hasta 2015, pero debido a varios retrasos, incluyendo las consecuencias del desastre del transbordador espacial Columbia, se espera que la estación esté terminada a finales de 2011.

## Resumen de la misión
La tripulación, compuesta por tres astronautas, estuvo a bordo de la estación espacial por cuatro meses y medio, desde principios de noviembre de 2000 a mediados de marzo de 2001. Los acontecimientos principales de este período incluyen las visitas de tres semanas de duración de los transbordadores, que tuvieron lugar a principios de diciembre, a mediados de febrero y hacia el final de la expedición, en marzo.

### Lanzamiento y acoplamiento

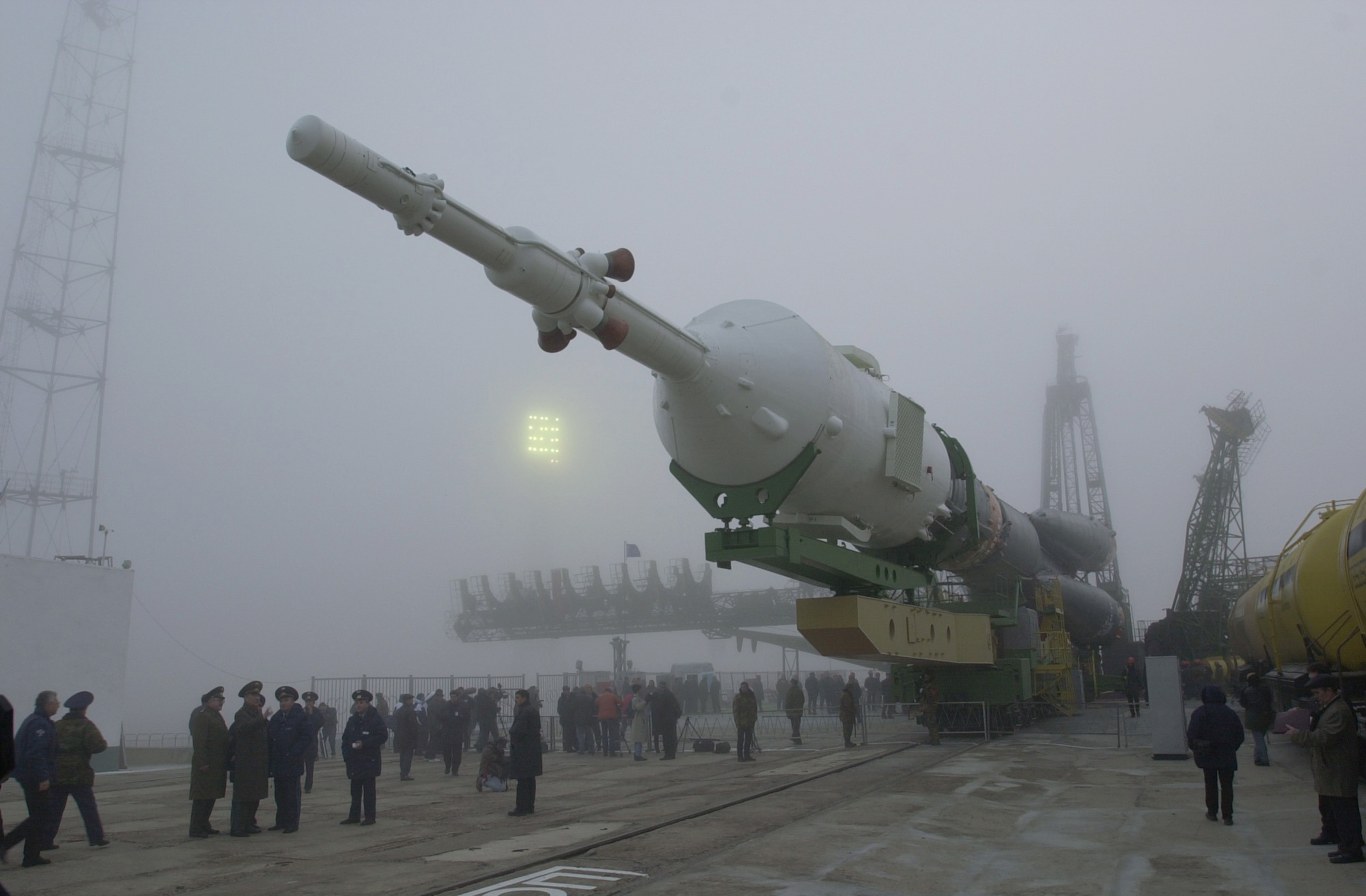
Cohete Soyuz-U, en el cual se lanzó la Expedición 1.

Los tres miembros de la tripulación fueron lanzados con éxito el 31 de octubre de 2000, a las 07:52 UTC a bordo un cohete Soyuz-U, en la Soyuz TM-31, desde el cosmódromo de Baikonur en Kazajistán; emplearon la plataforma Gagarin, desde la cual se lanzó en 1961 al primer ser humano en volar al espacio, el ruso Yuri Gagarin. Tras 33 órbitas alrededor de la Tierra y una serie de maniobras de aproximación realizadas por Guidzenko, acoplaron la cápsula Soyuz al puerto de popa del módulo de servicio Zvezdá el 2 de noviembre de 2000, a las 09:21 UTC. Noventa minutos después del acoplamiento, Shepherd abrió la compuerta hacia Zvezdá y los miembros de la tripulación ingresaron al complejo.

#### Señas de identificación «Alpha»
Hacia el final del primer día en la estación, Shepherd solicitó el uso de las señas de identificación de radiollamada «Alpha», que él y Krikaliov preferían antes que el engorroso «International Space Station». El nombre de «Alpha» se había utilizado previamente para la estación a principios de la década de 1990, y tras la petición, se autorizó su uso para toda la Expedición 1. Shepherd había estado recomendando el uso de un nuevo nombre a los gestores del proyecto desde hacía tiempo. En referencia a una tradición naval, en una conferencia previa al lanzamiento afirmó: «Durante miles de años, los seres humanos hemos viajado por mar en naves. La gente ha diseñado y construido esos navíos; los ha lanzado con el buen presentimiento de que un nombre traerá buena suerte a la tripulación y el éxito en su viaje». Yuri Semenov, el presidente de la Russian Space Corporation Energia en ese entonces, no aprobaba el nombre «Alpha»; consideraba que Mir fue la primera estación espacial, por lo que prefería los nombres «Beta» o «Mir 2» para la Estación Espacial Internacional.

### Primer mes

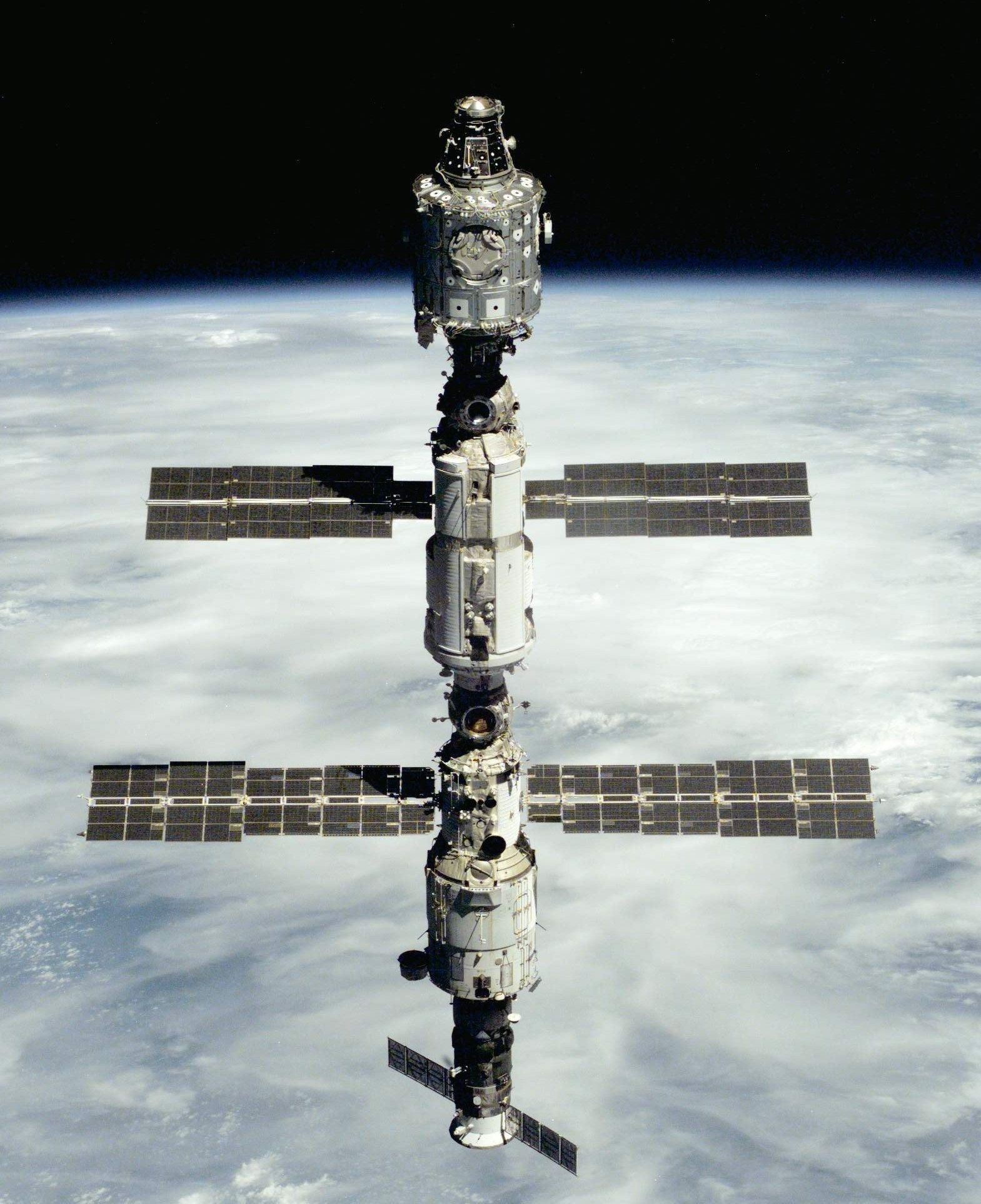
Configuración de la Estación Espacial Internacional al inicio de la Expedición 1.

Los miembros de la tripulación activaron sistemas de vital importancia para el mantenimiento de la vida y el control de la computadora, así como desempacaron suministros que les habían dejado misiones anteriores. En este momento la estación no tenía energía suficiente como para calentar los tres módulos presurizados, por lo que el módulo Unity no fue usado y no se calefaccionó. El Unity se había utilizado durante los anteriores dos años para permitir que los controladores de vuelo de los Estados Unidos puedan leer los datos del sistema y comandarlo.
La nave espacial rusa de reabastecimiento sin tripulación Progress M1-4 se acopló a la estación el 18 de noviembre. El sistema de acoplamiento automático de la nave falló, por lo que se requirió un acoplamiento manual, realizado por Guidzenko usando el sistema de acoplamiento TORU. Aunque los acoplamientos manuales son de rutina, han causado cierta preocupación entre los controladores de vuelo desde que un intento de acoplamiento llevado a cabo en 1997 hizo que una nave chocara contra Mir y causara un daño significativo.
Los astronautas tuvieron una gran cantidad de trabajo en el primer mes; Shepherd comentó a los periodistas en una entrevista: «Para mí, el mayor desafío es intentar meter treinta horas en una jornada de 18». Algunas tareas llevaron más tiempo de lo previsto. Por ejemplo, se esperaba que la activación de un calentador de alimentos en la cocina del Zvezdá llevara treinta minutos, pero les tomó un día y medio encenderlo.

### STS-97

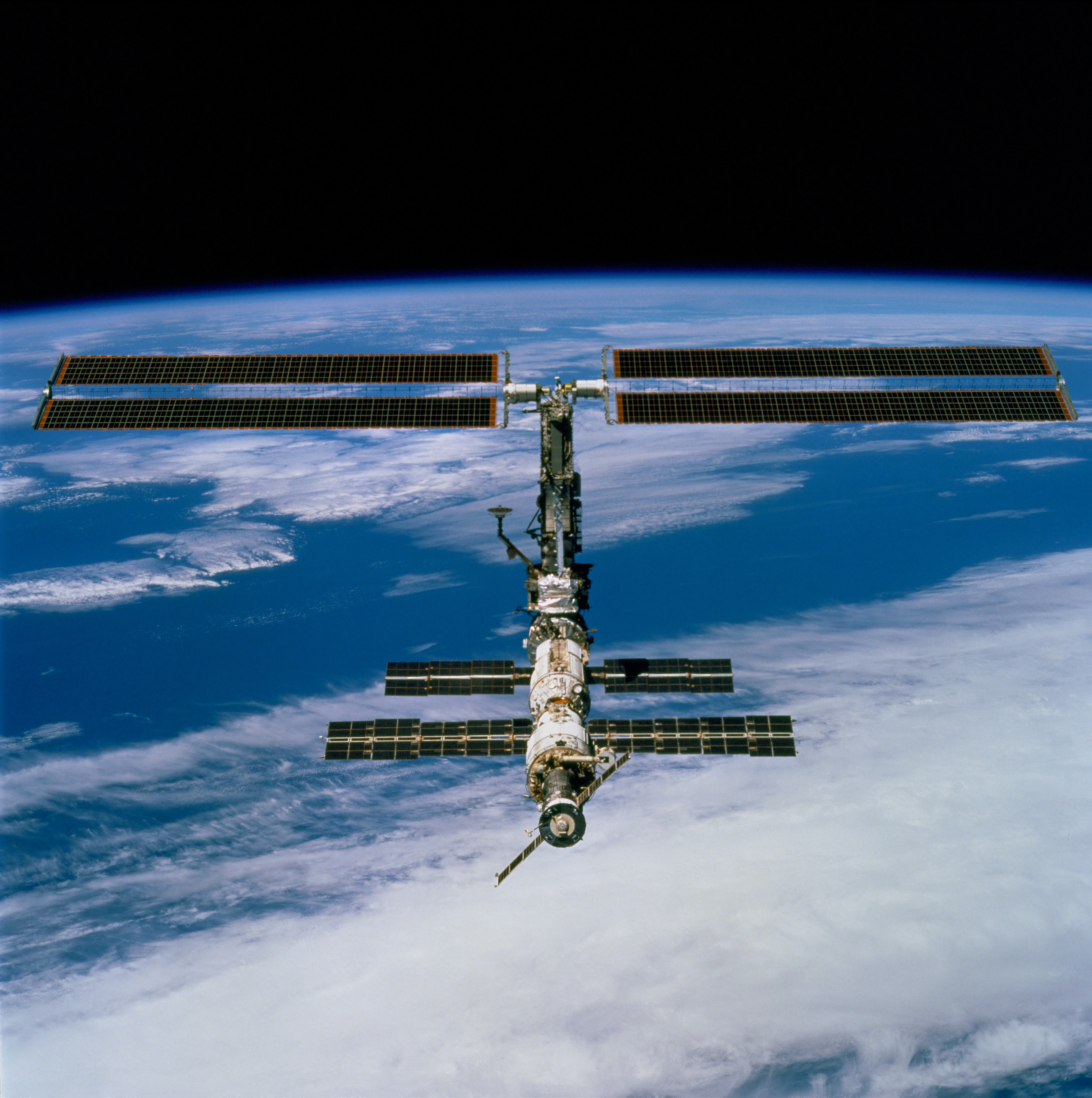
Fotografía tomada desde el Endeavour el 9 de diciembre de 2000, poco después del desacoplamiento. Los nuevos paneles fotovoltaicos se localizan en la parte superior.

El transbordador Endeavour se acopló a la Estación Espacial Internacional el 2 de diciembre de 2000 en la misión STS-97 y trajo temporalmente a la estación cuatro estadounidenses más y un canadiense. El transbordador también trajo el primer par de paneles fotovoltaicos producidos en Estados Unidos, que aportarían electricidad, un elemento de importancia vital para el desarrollo de la estación. En total, STS-97 trajo 17 toneladas de equipamiento a la estación, que incluyó vigas de metal expansibles, baterías, componentes electrónicos y equipos de refrigeración.
La tripulación de STS-97 llevó a cabo tres caminatas espaciales antes de abrir la escotilla entre el transbordador y la estación. El 8 de diciembre se abrió y las dos tripulaciones se saludaron por primera vez. La escotilla había permanecido cerrada para mantener sus respectivas presiones atmosféricas. La tripulación de la Expedición 1 aprovechó esta oportunidad para abandonar la estación y recorrer el interior del transbordador, cosa que se consideró buena para su bienestar psicológico.

#### Progress M1-4
Antes del acoplamiento del Endeavour, la nave de reabastecimiento Progress M1-4, que había llegado a la estación a mediados de noviembre, se desacopló para hacer sitio al transbordador. La nave Progress quedó desacoplada durante la misión STS-97, dejada en una órbita de alrededor de dos kilómetros de distancia de la estación. Guidzenko la acopló manualmente de nuevo con la estación el 26 de diciembre, tras la partida del transbordador. El sistema de acoplamiento automático de la Progress había fracasado en noviembre. En la siguiente semana, la tripulación pasó mucho tiempo descargando la nave Progress.

#### Navidad y año nuevo
En Navidad, la expedición se tomó el día libre y abrieron regalos enviados por el Endeavour y la nave de reabastecimiento Progress. Cada uno tuvo su turno para hablar con sus familias; en los días siguientes hicieron numerosos enlaces de comunicación en video, algunos para estaciones de televisión rusas. La tripulación pasó un año nuevo tranquilo; citando una tradición naval, Shepherd recitó un poema en nombre de la tripulación cuando llegó el nuevo año.

### STS-98

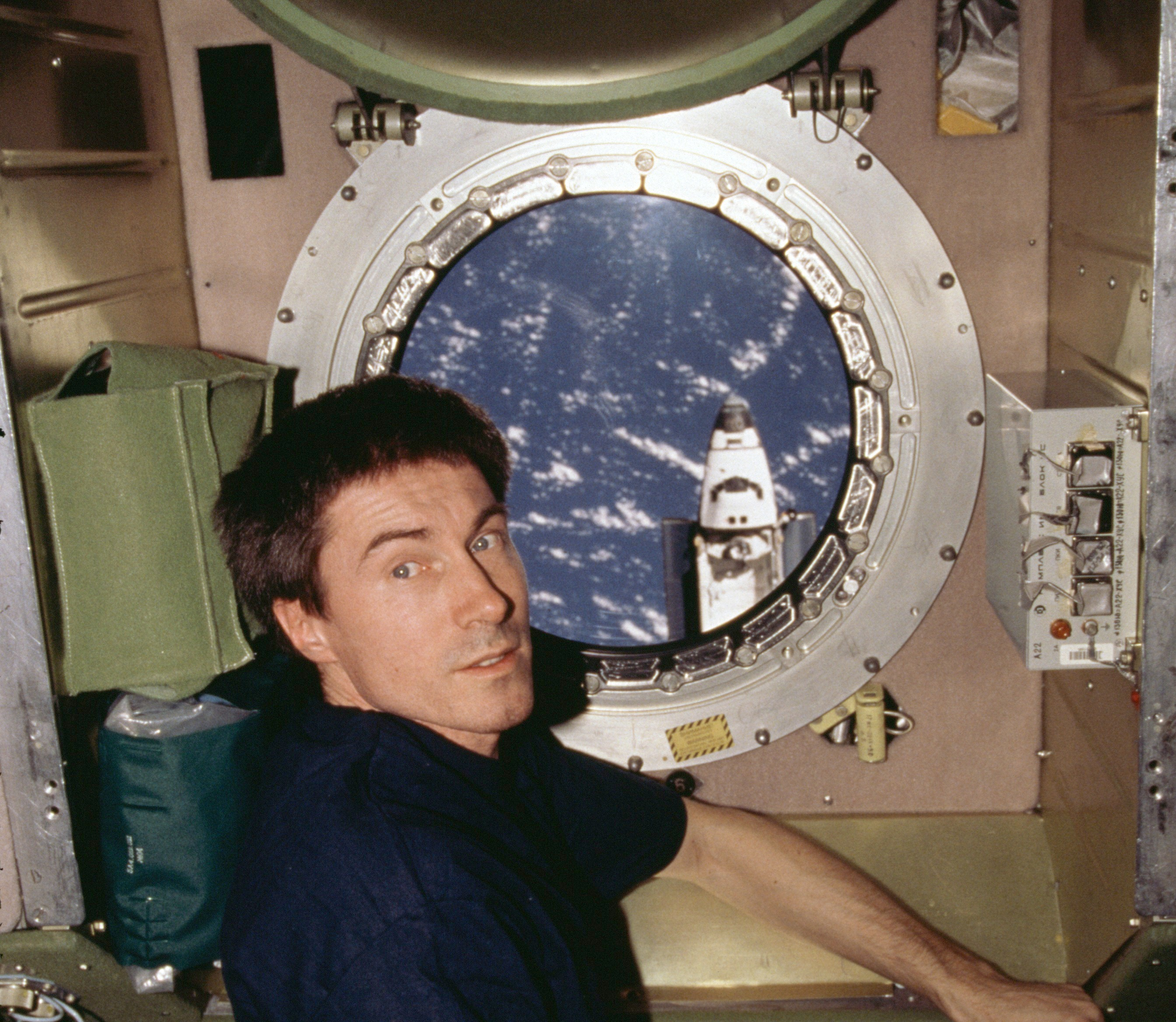
Serguéi Krikaliov en el módulo Zvezdá. Se visualiza a la misión STS-98 de la NASA Atlantis fuera de la ventana.

El 9 de febrero de 2001, el transbordador espacial Atlantis se acopló con la Estación Espacial Internacional y trajo en forma temporal a la tripulación STS-98, compuesta por cinco estadounidenses. La misión se programó originalmente para mediados de enero, pero se demoró debido a preocupaciones de la NASA con respecto a algunos cables de los transbordadores. Esta misión llevó el módulo laboratorio Destiny, que tiene una masa de 16 toneladas. Se instaló con la ayuda del brazo robótico Canadarm, controlado por Marsha Ivins; los astronautas Thomas D. Jones y Robert L. Curbeam ayudaron con la instalación durante una caminata espacial. El módulo Destiny representó a Estados Unidos un costo de 1400 millones USD y principalmente se utiliza para la investigación científica. Durante la caminata espacial, una fuga de amoníaco refrigerante causó temor ante una posible contaminación, producida cuando Curbeam estaba colgando líneas de refrigeración en Destiny. Las otras dos caminatas espaciales se realizaron sin problemas. Mientras el transbordador se acoplaba, el control de la orientación de la estación se cambió del propergol a los giroscopios eléctricos, con ayuda de los propulsores, que habían sido instalados en septiembre de 2000. Los giroscopios no se habían utilizado antes debido a la falta de dispositivos electrónicos claves para la navegación.
Al final de la misión, la tripulación de la Expedición 1 había estado dentro de la estación durante más de tres meses. Shepherd dijo que estaba «listo para volver a casa». La NASA empleó numerosas técnicas para evitar que los tres miembros de la tripulación sufrieran los efectos de la barrera psicológica de los tres meses, que causó depresiones en astronautas anteriores. Por ejemplo, dejaron que los tripulantes hablaran a través de videollamadas con su familia con mayor frecuencia y también los alentaron a mirar películas y a escuchar la música que les gustaba.

#### Progress M-44
El 28 de febrero, la tercera nave en visitar la estación, la Progress M-44, se acopló al módulo Zvezdá. Trajo oxígeno, alimentos, combustible para cohetes y otros equipos. Se mantuvo acoplada hasta que llegó la Expedición 2, cuando fue quemada intencionalmente durante su reentrada a la Tierra, al igual que todas las naves Progress.

### STS-102
El transbordador Discovery se acopló el 10 de marzo de 2001 y trajo tres nuevos tripulantes a la estación, así como a los cuatro integrantes de la misión STS-102 en forma temporal. Pocas horas después del acoplamiento, la escotilla se abrió y los diez astronautas se saludaron; de esta forma, se estableció un nuevo récord del número de personas de forma simultánea en la estación. El día después del acoplamiento, los astronautas estadounidenses James S. Voss y Susan J. Helms comenzaron una caminata espacial que duró casi nueve horas y mantiene el récord de la caminata espacial más larga jamás realizada hacia agosto de 2010. La duración de la caminata espacial se debe en parte a algunos errores, incluyendo la pérdida accidental de una pequeña herramienta, que nunca pudieron recuperar. Los ingenieros de la NASA hicieron un seguimiento de ella y el 14 de marzo decidieron utilizar los propulsores del Discovery para impulsar la estación cuatro kilómetros más arriba, para garantizar que no chocara con el desecho espacial.

#### Transferencia de las tripulaciones
Hacia el 14 de marzo, las tripulaciones habían completado el recambio, pero hasta que el transbordador no se desacopló, Shepherd continuó siendo oficialmente el comandante de la estación. En dicha mañana, la llamada de alerta para los astronautas fue la canción «Should I Stay or Should I Go» de The Clash, a petición de la esposa de Shepherd. Shepherd, anteriormente un SEAL de la marina estadounidense, comentó durante la ceremonia de recambio: «Ojalá perdure la buena voluntad, el espíritu y el sentido de misión que gozamos a bordo. Buen viaje». El comandante del Discovery, Jim Wetherbee, afirmó: «Capitán Shepherd y tripulación, los admiramos y preparamos su regreso a casa. Esto ha sido una tarea ardua para ustedes. Esta nave no se construyó en un puerto seguro, sino en alta mar».

### Desacoplamiento y aterrizaje
La estadía de cuatro meses y medio de duración en la Estación Espacial Internacional de la tripulación acabó oficialmente el 18 de marzo de 2001, cuando el Discovery se desacopló. La Expedición 1 regresó a la Tierra en el STS-102 y aterrizó el 21 de marzo de 2001 a las 2:30 a. m., en hora del este de los Estados Unidos. Dos días después del aterrizaje, Mir se quemó intencionalmente durante su reentrada a la atmósfera terrestre y terminó de esta manera su período de quince años en órbita.

## Actividades diarias
En un día típico, cada miembro de la tripulación dividía su tiempo entre actividad física, reuniones y mantenimiento de la estación, experimentos, comunicaciones con el personal en la Tierra, ocio y actividades de necesidades vitales, tales como comer y dormir. La programación diaria de la tripulación operaba en el huso horario UTC; por ejemplo, una mañana típica estaba programada para comenzar con un despertador electrónico aproximadamente a las 05:00 UTC. Sin embargo, durante la Expedición 1, el horario para despertar fue entre las 06:00 y 07:00 UTC. Los hábitos de sueño de la tripulación se alteraron en ocasiones para que se ajusten a los horarios de los transbordadores o de los vehículos de reabastecimiento visitantes.
Después de la llamada de alerta, se daba tiempo a la tripulación para limpiar, tomar el desayuno y leer un correo electrónico enviado por los controladores de vuelo. Su jornada incluía un almuerzo al mediodía (en horario UTC) y terminaba con una sesión de planificación a media tarde con los controladores de vuelo, donde decidían las actividades que se llevarían a cabo al día siguiente. La mayoría de los días finalizaban con un poco de entretenimiento y la tripulación miraba una película entera o parte de ella; se considera que esto era bueno para la unión de la tripulación y su bienestar psicológico. Tras haber visto 2010: The Year We Make Contact, la secuela de 2001: A Space Odyssey, Shepherd afirmó: «[Hay algo] extraño en mirar una película sobre una expedición en el espacio cuando en realidad estás en una expedición en el espacio».
Una parte importante de la agenda de la tripulación fue el ejercicio físico regular. Tenían tres equipos para esto: una bicicleta fija, una cinta (TVIS) y un aparato de resistencia (IRED) para levantar pesas. La bicicleta comenzó a funcionar mal a mediados de diciembre de 2000 y no se arregló hasta marzo del año siguiente. La cinta, que empleaba cuerdas elásticas para mantener en su lugar a los miembros de la tripulación, se diseñó con el objetivo de reducir las vibraciones que se producen al correr. Una cinta normal hubiera provocado vibraciones suficientes para sacudir la estación y afectar potencialmente los sensibles experimentos desarrollados a bordo. El aparato comenzó a presentar fallas hacia fines de febrero, pero se solucionó el problema en una semana con un poco de mantenimiento durante el vuelo.

### Comunicaciones con la Tierra

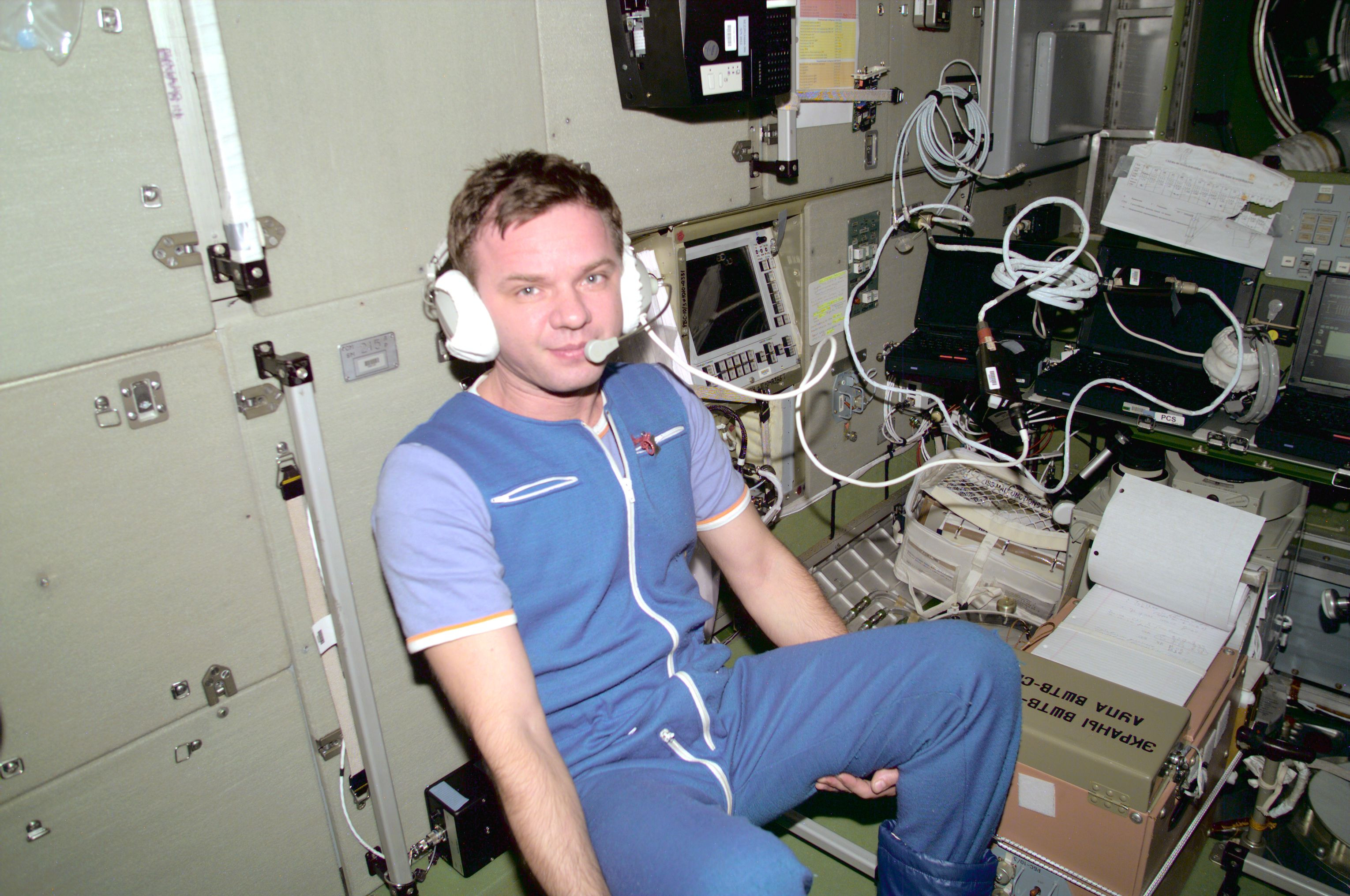
El tripulante Yuri Guidzenko se comunica con los controladores de tierra.

Hasta que el módulo Unity estuvo disponible para su uso cuando la expedición cumplió un mes, los astronautas usaron el dispositivo de comunicación ruso VHF, también llamado la «conexión de radio regular», en Zvezdá y en el módulo Zarya para comunicarse con el Centro de Control de la Misión Ruso (conocido como «TsUP») ubicado en Korolev, en las afueras de Moscú. La tecnología rusa no hacía uso de satélites, así que estaban restringidos a pasadas terrestres (llamadas «pasadas de comunicación»), que duraban sólo de diez a veinte minutos. Con la llegada de los paneles fotovoltaicos en STS-97, activaron el dispositivo S-band Early Communication en el nodo Unity, lo que permitió una comunicación más continua con el centro de control de Houston a través de la red de la NASA de satélites de seguimiento y retransmisión de datos.
Durante la misión STS-106 en septiembre de 2000, se envió un equipo de radioafición a la estación. El primer contacto radioaficionado con la Tierra de la tripulación de la Expedición 1 se llevó a cabo el 13 de noviembre en una pasada sobre Moscú y le siguió pronto un contacto con el Centro de vuelo espacial Goddard de Maryland. La tripulación informó que la calidad de la voz era mejor con equipos de radioafición, en comparación con cualquier otra forma de comunicación terrestre.
Para el proyecto Amateur Radio on the International Space Station (ARISS) la tripulación de la estación realizó breves contactos por radio con escuelas y clubes de la Tierra. La primera escuela en ponerse en contacto con la ISS fue la Luther Burbank School, al suroeste de Chicago. El contacto había sido planeado para el 19 de diciembre de 2000, pero debido a problemas técnicos, se retrasó al 21 de diciembre de 2000. Debido a la velocidad de la estación espacial, el contacto a través de la radio duró solo entre cinco y diez minutos, lo que normalmente es suficiente para hacer entre diez y veinte preguntas.

### Actividades científicas

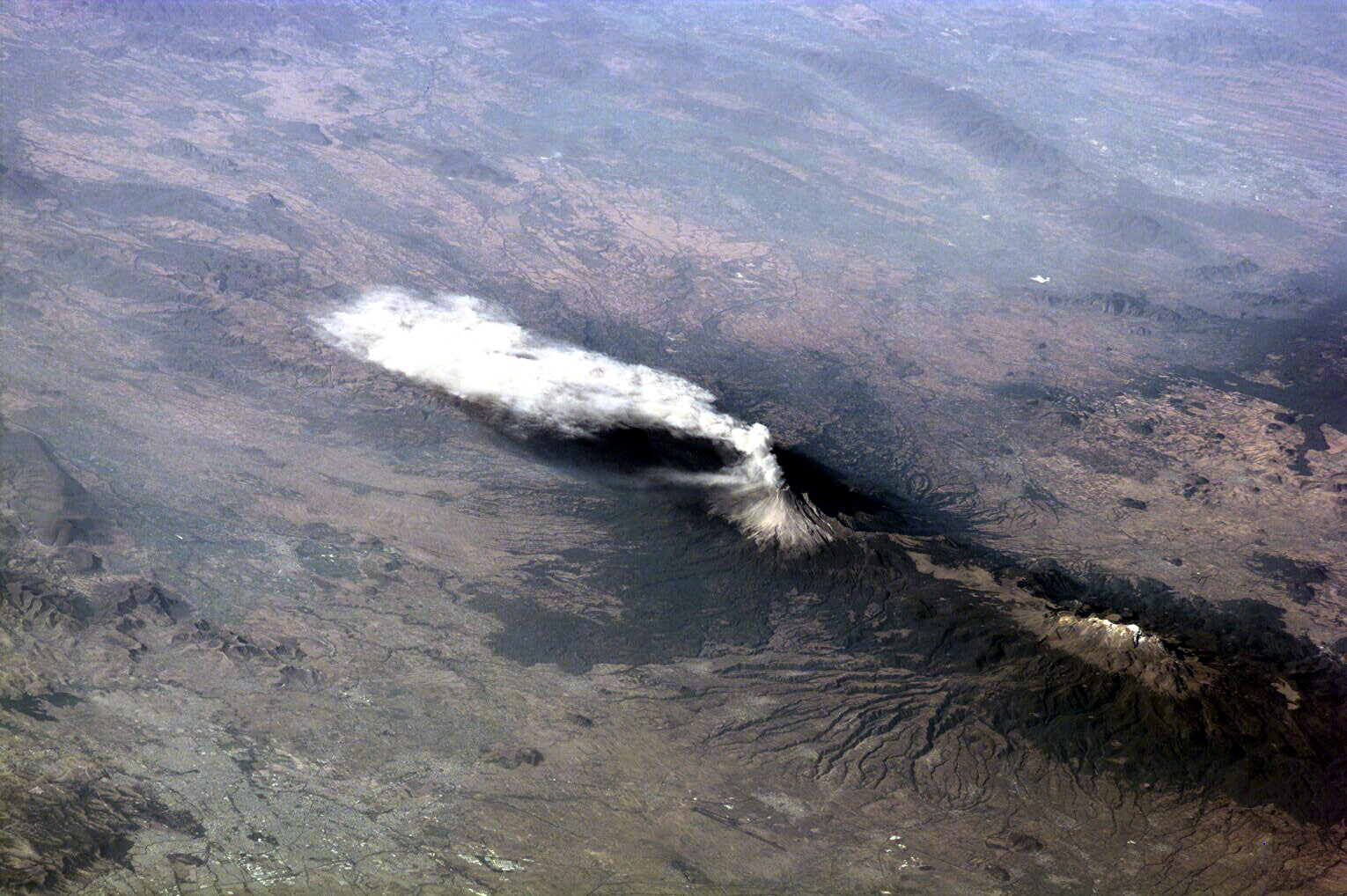
El 23 de enero de 2001, la tripulación fotografió una columna de cenizas del volcán Popocatépetl, localizado en México.

A diferencia de las expediciones anteriores, la tripulación de la Expedición 1 tenía una cantidad más bien modesta de experimentos científicos para llevar a cabo, debido a la prioridad otorgada a la construcción de la estación. El experimento de cristales de plasma, conocido como PKE-Nefedov, fue uno de los primeros experimentos de ciencias naturales en llevarse a cabo en la estación espacial. Fue una colaboración entre el Instituto Max Planck de Física Extraterrestre en Alemania y el Institute for High Energy Densities (parte de la Academia Rusa de Ciencias).
En forma similar a misiones anteriores, los astronautas tomaron numerosas fotografías de la estación, casi 700 en total y las distribuyeron gratuitamente. En el proyecto Crew Earth Observations, los astronautas tomaron registro de eventos dinámicos en la superficie de la Tierra, tales como tormentas, incendios o erupciones volcánicas. Por ejemplo, una fotografía del 1 de enero de 2011 muestra el Monte Cleveland en Alaska con una columna de humo, antes de su erupción en el mes siguiente. El 23 de enero de 2001, la tripulación observó una perspectiva única de una nube de ceniza volcánica de Popocatépetl, un volcán activo a 70 km al sudeste de México D.F.
Un ejemplo de experimento de poco mantenimiento fue el de la cristalización de las proteínas, también realizado en misiones de transbordadores anteriores. El objetivo era producir mejores cristales de proteínas que aquellos generados en la Tierra y, en consecuencia, lograr un modelo más preciso de la estructura de las proteínas. De las 23 proteínas y virus utilizados en la expedición, solo cuatro se cristalizaron exitosamente, lo que fue una tasa de éxito menor a la esperada. Entre aquellas que prosperaron, se cuenta el edulcorante de pocas calorías taumatina, cuyos cristales difractaban a una mayor resolución que los cristales terrestres, lo que resultó en un modelo de la estructura de la proteína más preciso. Otra actividad de investigación fue medir las pulsaciones cardíacas de la tripulación y los niveles de dióxido de carbono en la estación para determinar el efecto del ejercicio allí.

### Documental en IMAX
Durante la misión, la tripulación de la Expedición 1 filmó imágenes para utilizar en el documental de formato IMAX Space Station 3D. Los puntos más sobresalientes de las tomas incluyen la primera entrada al módulo Destiny durante la etapa STS-98, la tripulación duchándose y afeitándose sin gravedad y el acoplamiento del STS-102, seguido del recambio con la tripulación de la Expedición 2.

### NASA
1. ↑  «ISS Expedition One Crew» (en inglés). NASA. Archivado desde el original el 29 de abril de 2008. Consultado el 10 de octubre de 2011.
2. ↑  «STS-102 Day 12 Highlights». NASA. Archivado desde el original el 9 de junio de 2011. Consultado el 11 de agosto de 2010.
3. ↑  «ISS Expedition One Crew» (en inglés). NASA. Archivado desde el original el 29 de abril de 2008. Consultado el 10 de octubre de 2011.
4. ↑  «STS-97 Delivers Giant Solar Arrays to International Space Station» (en inglés). NASA. Archivado desde el original el 28 de mayo de 2010. Consultado el 7 de agosto de 2010.
5. ↑  «STS-98 Delivers Destiny Lab to International Space Station» (en inglés). NASA. Archivado desde el original el 27 de mayo de 2010. Consultado el 7 de agosto de 2010.
6. ↑  «STS-102 Swaps International Space Station Crews» (en inglés). NASA. Archivado desde el original el 28 de mayo de 2010. Consultado el 7 de agosto de 2010.
7. 1 2  «Cosmonaut Bio: Gidzenko» (en inglés). NASA. Consultado el 10 de octubre de 2011.
8. ↑  «Cosmonaut Bio: Sergei Krikalev» (en inglés). NASA. Archivado desde el original el 31 de octubre de 2007. Consultado el 10 de octubre de 2011.
9. ↑  «Astronaut Bio - W.M. Shepherd» (en inglés). NASA. junio de 2001. Consultado el 10 de octubre de 2011.
10. ↑  «ISS Status Report 00-49» (en inglés). NASA. 3 de noviembre de 2000. Archivado desde el original el 27 de julio de 2011. Consultado el 10 de octubre de 2011.
11. 1 2  «Preflight interview: Sergei Kirkalev» (en inglés). NASA. Archivado desde el original el 11 de septiembre de 2010. Consultado el 22 de agosto de 2010.
12. 1 2 3 4 5 6 7 8  «Expedition One Crew brings the station to life - NASA press kit (PDF)» (en inglés). NASA. 25 de octubre de 2000. Archivado desde el original el 27 de mayo de 2010. Consultado el 10 de octubre de 2011.
13. ↑  «Preflight Interview: Bill Shepherd» (en inglés). NASA. Archivado desde el original el 16 de junio de 2010. Consultado el 10 de octubre de 2011.
14. ↑  «Zarya module» (en inglés). NASA. Archivado desde el original el 14 de septiembre de 2006. Consultado el 10 de octubre de 2011.
15. ↑  «SPACE FLIGHT 2001 -- International Space Station» (en inglés). NASA. Archivado desde el original el 2 de mayo de 2015. Consultado el 10 de octubre de 2011.
16. ↑  «Consolidated Launch Manifest - Space Shuttle Flights and ISS Assembly Sequence» (en inglés). NASA. Archivado desde el original el 7 de marzo de 2009. Consultado el 10 de octubre de 2011.
17. 1 2  «One Small Radio Call for a Ham» (en inglés). NASA. 2 de marzo de 2011. Archivado desde el original el 12 de enero de 2012. Consultado el 10 de octubre de 2011.
18. 1 2 3 4 5 6  «Expedition One November Crew Log» (en inglés). NASA. Archivado desde el original el 12 de febrero de 2011. Consultado el 27 de septiembre de 2010.
19. ↑  «Mission archives - STS-97» (en inglés). NASA. Consultado el 10 de octubre de 2011.
20. 1 2 3  «Expedition One December Crew Log» (en inglés). NASA. Archivado desde el original el 27 de septiembre de 2009. Consultado el 10 de octubre de 2011.
21. ↑  «International space Station status Report #63» (en inglés). NASA. 26 de diciembre de 2000. Archivado desde el original el 28 de julio de 2011. Consultado el 10 de octubre de 2011.
22. ↑  «International Space Station Status Report #64» (en inglés). NASA. 31 de diciembre de 2000. Archivado desde el original el 8 de agosto de 2011. Consultado el 10 de octubre de 2011.
23. ↑  «Mission archives - STS-98» (en inglés). NASA. Consultado el 10 de octubre de 2011.
24. ↑  «Space station meets its 'Destiny' as lab comes alive» (en inglés). NASA. 11 de febrero de 2001. Consultado el 10 de octubre de 2011.
25. ↑  «STS-98 Day 7 Highlights» (en inglés). NASA. Archivado desde el original el 4 de junio de 2011. Consultado el 10 de octubre de 2011.
26. ↑  «Mission archives - STS-102» (en inglés). NASA. Archivado desde el original el 4 de marzo de 2016. Consultado el 10 de octubre de 2011.
27. 1 2  «Expedition One January Crew Log» (en inglés). NASA. Archivado desde el original el 7 de septiembre de 2010. Consultado el 27 de septiembre de 2010.
28. ↑  «International Space Station Status Report #00-54» (en inglés). NASA. 9 de noviembre de 2000. Archivado desde el original el 26 de noviembre de 2010. Consultado el 10 de octubre de 2011.
29. 1 2  «Expedition One February and March Crew Log» (en inglés). NASA. Archivado desde el original el 7 de septiembre de 2010. Consultado el 28 de septiembre de 2010.
30. ↑  «Students make First Contact with the ISS» (en inglés). NASA. 30 de enero de 2001. Archivado desde el original el 7 de abril de 2013. Consultado el 11 de septiembre de 2001.
31. ↑  «Amateur Radio on the International Space Station (ARISS)» (en inglés). NASA. 3 de septiembre de 2010. Archivado desde el original el 26 de abril de 2010. Consultado el 11 de septiembre de 2010.
32. ↑  «The Gateway to Astronaut Photography of Earth» (en inglés). NASA. Consultado el 13 de septiembre de 2010.
33. ↑  «Crew Earth Observations» (en inglés). NASA. 16 de julio de 2010. Archivado desde el original el 14 de septiembre de 2010. Consultado el 8 de agosto de 2010.
34. ↑  «ISS001-E-5962 (Image of Mount Cleveland smoking)» (en inglés). NASA. Consultado el 13 de septiembre de 2010.
35. ↑  «ISS01-E-5316 (23 January 2001)» (en inglés). NASA. Archivado desde el original el 9 de junio de 2009. Consultado el 13 de septiembre de 2010.
36. 1 2 3  «Protein Crystal Growth-Enhanced Gaseous Nitrogen Dewar (PCG-EGN)» (en inglés). NASA. 26 de junio de 2010. Archivado desde el original el 26 de abril de 2010. Consultado el 8 de agosto de 2010.